# Капитен
Капитен је играч у екипним спортовима којег бира екипа или тренер да заступа интересе играча код управе клуба, савеза, тренера, а у време утакмице код судија.
Капитени екипа и судије учествују у жребању приликом бирања страна, односно почетног ударца са центра.
Капитен мора да носи одређену ознаку која ће дати до знања да је управо тај играч капитен и тиме га разликовати од осталих играча у тиму. Он предводи екипу приликом изласка на терен.
У току утакмице свака екипа мора да има капитена. Обично је то спортиста с највећим ауторитетом међу играчима.